# Ee ka!? / "Ii Yatsu"
Singles de S/mileage
Atarashii Watashi ni Nare! / Yattaruchan
(2013) Mystery Night! / Eighteen Emotion
(2014)
 Ee ka!? / "Ii Yatsu"  (ええか!?/「良い奴」) est le 15e single "major" (et 19e single au total) du groupe de J-pop S/mileage.

## Présentation
Le single, écrit, composé et produit par Tsunku, sort le 18 décembre 2013 au Japon sur le label hachama, cinq mois après le précédent single du groupe, Atarashii Watashi ni Nare! / Yattaruchan. Il atteint la 3e place du classement des ventes de l'oricon, et reste classé pendant six semaines ; c'est alors le single du groupe le mieux classé et le plus vendu . C'est un single "double face A", le deuxième du groupe, contenant deux chansons principales et leurs versions instrumentales.
Le single sort aussi en quatre éditions limitées notées "A", "B", "C", et "D", avec des pochettes différentes, et pour les trois premières un DVD différent en supplément (la "D", sans DVD, comporte un ticket de loterie pour participer à une rencontre avec le groupe) ; un coffret en édition limitée rassemblant toutes les éditions du single sort aussi. Il ne sort pas au format "Single V" (DVD contenant le clip vidéo).

## Formation
Membres du groupe créditées sur le single :
- Ayaka Wada
- Kanon Fukuda
- Kana Nakanishi
- Akari Takeuchi
- Rina Katsuta
- Meimi Tamura

## Liste des titres
Single CD
1. Ee ka!?  (ええか!??)
2. "Ii Yatsu"  (「良い奴」?)
3. Ee ka!? (instrumental)  (ええか!?...?)
4. "Ii Yatsu" (instrumental)  (「良い奴」...?)

DVD de l'édition limitée "A"
1. Ee ka!? (Music Video)  (ええか!?...?)
2. "Ii Yatsu" (Close-up Ver.)  (「良い奴」...?)
3. Ee ka!? (Making Film)  (ええか!?...?)

DVD de l'édition limitée "B"
1. "Ii Yatsu" (Music Video)  (「良い奴」...?)
2. Ee ka!? (Close-up Ver.)  (ええか!?...?)
3. "Ii Yatsu" (Making Film)  (「良い奴」...?)

DVD de l'édition limitée "C"
1. Ee ka!? (Dance Shot Ver.)  (ええか!?...?)
2. Ee ka!? (Dance Shot Ver. (...) Comment)  (ええか!?（Dance Shot Ver.撮影終了直後コメント）?)
3. "Ii Yatsu" (Dance Shot Ver.)  (「良い奴」...?)
4. "Ii Yatsu" (Dance Shot Ver. (...) Comment)  (「良い奴」（Dance Shot Ver.撮影終了直後コメント）?)